# Paul Saint-Martin (homme politique)
Pour les articles homonymes, voir Paul Saint-Martin.
Paul Saint-Martin, né le 4 septembre 1901 à Simorre (Gers) et mort le 15 juin 1940 à Toulouse (Haute-Garonne), est un homme politique français.

## Biographie
Instituteur, secrétaire de la fédération socialiste du Gers, il est député du Gers de 1936 à 1940, siégeant au groupe SFIO. Mobilisé en 1940 comme aviateur, il meurt lors d'un vol d'entrainement.

## Sources
- « Paul Saint-Martin (homme politique) », dans le Dictionnaire des parlementaires français (1889-1940), sous la direction de Jean Jolly, PUF, 1960 [détail de l’édition]